# Sílvia Alcàntara i Ribolleda
Sílvia Alcàntara i Ribolleda (Puig-reig, Berguedà, 22 de febrer de 1944) és una escriptora catalana.
A mitjan anys seixanta es trasllada a Terrassa, on viu actualment. Com molta gent de la seva generació, fins que no s'acaba la dictadura no pot estudiar la seva llengua i, quan ho aconsegueix, se li obre un món que no havia pogut ni imaginar. Es posa a escriure i encara no ha parat. A principis dels anys noranta, obren una escola a Barcelona, l'Aula de Lletres, on ensenyen tècniques d'escriptura literària; és de les primeres a apuntar-s'hi. Després, a l'Ateneu Barcelonès completarà l'aprenentatge. Ha guanyat alguns premis de contes breus.
El 2009 publica la seva primera novel·la, Olor de colònia, editada per Edicions de 1984, que evoca la vida d'una colònia tèxtil i les enverinades relacions socials, la combinació de despotisme i condescendència que, cap als anys 50, regeix la seva vida. Néixer, viure, reproduir-se i morir entre les parets d'una fàbrica, una gran fàbrica que va més enllà dels llocs de treball, que és també l'escola per als fills, l'església, les botigues i les cases per viure-hi. Aquesta novel·la rep els premis QWERTY BTV (2009), Regió7 (2009) i Joaquim Amat-Piniella (2010), i és finalista del Premi Llibreter de narrativa (2009). Ha tingut molt bona rebuda entre els lectors, amb més de 55.000 exemplars venuts. Tal com ella mateixa manifesta, escriure li ha salvat la vida.
El 2012 va rodar la minisèrie Olor de colònia, una producció de Diagonal TV i Televisió de Catalunya, basada en la novel·la homònima.

## Novel·les
- Olor de Colònia (Edicions de 1984, 2009)
- La casa cantonera (Edicions de 1984, 2011)
- Els dies sense glòria (Edicions de 1984, 2016)[4]